# Нишко споразумение (1923)
Вижте пояснителната страница за други значения на Нишко споразумение.
Нишкото споразумение или Нишката спогодба (на сръбски: Нишки споразум или Niški sporazum) от 23 март 1923 година е спогодба между Царство България и Кралството на сърби, хървати и словенци за „обезопасяване на границата“ между двете държави. Спогодбата е пряко насочена срещу дейността на Вътрешната македонска революционна организация и довежда до силен конфликт между нея и управляващото в София правителство на Българския земеделски народен съюз.

## Нишка конференция
След катастрофалния за България край на Първата световна война, ВМРО е възстановена като организация в 1919 година и, използвайки бази на българска територия в Пиринска Македония, води революционна борба срещу сръбската и гръцката власт във Вардарска и Егейска Македония. Кралството на сърби, хървати и словенци (Югославия) подлага страната на масиран дипломатически натиск за забрана на организацията.
При посещението си в Белград през ноември 1922 година българският министър-председател Александър Стамболийски предлага да бъдат обсъдени всички спорни въпроси между двете страни. На 14 ноември 1922 година българската легация в Белград връчва нота с предложение за създаване на смесена комисия, която да разгледа тези въпроси. Сръбската страна дава своето съгласие на 15 декември, като предлага в комисията да бъдат включени представители на министерствата на външните и вътрешните работи, правосъдието, финансите и войната. През следващите месеци обаче форматът на планираната конференция и комисия се стеснява значително, както и обхватът на разглежданите въпроси.
Конференцията се открива на 1 март 1923 година в Ниш и продължава до 17 март. Българската делегация се оглавява от генерал-щабния полковник Стефан Нойков и в нея са включени още двама военни. Ръководител на югославската делегация е началникът на отдел Обществена безопасност при Министерството на вътрешните работи Живоин Лазич, известен с антибългарската си активност във Вардарска Македония. Основна цел на конференцията е нормализирането на положението по българо-сръбската граница в Македония във връзка с дейността на ВМРО. Въпреки плахите опити на българската делагация да бъдат обсъдени първопричините за възникналата ситуация в самата Македония и тяхното премахване, югославската страна свежда преговорите само до техническите въпроси, свързани с граничната безопасност и българската отговорност за преминаването на четите на ВМРО. При обсъждането на заключителния документ от конференцията полковник Нойков изтъква, че трябва да се обсъдят и мерките, които югославската страна трябва да предприеме „понеже злото трябва да се лекува в неговия корен, а основните причини, които го създават, са в Македония“, но се натъква на решителното несъгласие на югославските делегати. На няколко пъти конференцията е изправена пред провал, но по лично настояване на Александър Стамболийски се приемат югославските предложения за споразумение с някои редакционни поправки.